# 11959 Okunokeno
11959 Okunokeno eller 1994 GG1 är en asteroid i huvudbältet som upptäcktes den 13 april 1994 av de båda japanska astronomerna Kazuro Watanabe och Kin Endate vid Kitami-observatoriet. Den är uppkallad efter amatörastronomen Keno Okuno.
Asteroiden har en diameter på ungefär 7 kilometer.